# Dillwynia acerosa
Dillwynia acerosa är en ärtväxtart som beskrevs av Spencer Le Marchant Moore. Dillwynia acerosa ingår i släktet Dillwynia och familjen ärtväxter. Inga underarter finns listade i Catalogue of Life.